# 張時雨
張時雨（：／，1891年—?），北韓政治家，國內派人，官至朝鮮勞動黨平安南道委員會委長及商業相，後在1953年被肅清。

## 生平
張時雨出生在平安南道龍江出生，中學畢業後曾擔當教師。1919年起，他加入抗日運動，並成為共產黨員。1930年，他因反對殖民地政府而被監禁10年。1945年8月，已經獲釋的他與玄俊赫和金鎔範等人來到北韓成立朝鮮勞動黨平安南道委員會。9月，玄俊赫遇刺，張時雨因而成為該組織的委員長。1948年初，國內黨的首領吳琪燮在與游擊隊派領袖金日成的權爭中日漸失勢，張時雨因而開始與吳氏保持距離。同年，他成為最高人民會議代議員，又被委任為商業相。然而，在1953年，隨著國內派李承燁被指企圖發動政變後，張時雨也受到牽連，他被冠上「反黨叛國分子」之名而被徹消黨籍和所有職務，後下落不明。

## 資料來源
1. 1 2 3  장시우 （页面存档备份，存于）
2. 1 2 3  "历史回顧：金日成開展的党內鬥爭" 《多維新聞》 2012 9 14